# Cornèlia (tribu)
La tribu Cornèlia va ser una de les 35 tribus de l'antiga Roma amb dret de vot. Era una de les tribus rústiques. El seu nom va donar origen a una família patrícia i plebea romana, la gens Cornèlia, dividida en diverses branques, els Cornelii Lentuli, els Cornelii Scipiones i els Cornelii Balbi entre d'altres.